# Scottish FA Cup 1938/39
Der Scottish FA Cup wurde 1938/39 zum 61. Mal ausgespielt. Der wichtigste Fußball-Pokalwettbewerb im schottischen Vereinsfußball wurde vom Schottischen Fußballverband geleitet und ausgetragen. Er begann am 21. Januar 1939 und endete mit dem Finale am 22. April 1939 im Hampden Park von Glasgow. Als Titelverteidiger startete der Zweitligist FC East Fife in den Wettbewerb, der im Finale des Vorjahres gegen den FC Kilmarnock gewann. Die Fifers schieden bereits in der 1. Runde gegen den FC Montrose aus dem Wettbewerb aus. Im diesjährigen Endspiel um den schottischen Pokal standen sich der FC Clyde und FC Motherwell gegenüber. Der aus dem Glasgower Stadtteil Rutherglen stammende FC Clyde, der seit den 1980er Jahren in Cumbernauld beheimatet ist, erreichte zum dritten Mal nach 1910 und 1912 das Endspiel. Der FC Motherwell erreichte ebenso nach 1931 und 1933 zum dritten Mal das Endspiel. Clyde gewann das Finale deutlich mit 4:0 und sicherte sich damit zum ersten Mal den schottischen Pokal in der Vereinsgeschichte. In der schottischen Meisterschaft, die von den Glasgow Rangers gewonnen wurde, belegte Clyde den 9. Tabellenplatz und Motherwell wurde zwölfter. Die Saison 1938/39 war die letzte des Scottish FA Cup vor dem Ausbruch des Zweiten Weltkriegs. Im Jahr 1940 wurde noch der Scottish War Emergency Cup ausgetragen, bevor der Spielbetrieb eingestellt wurde. Der schottische Pokalwettbewerb wurde wieder ab der Saison 1946/47 ausgespielt.

## 1. Runde
Ausgetragen wurden die Begegnungen am 21. Januar 1939. Die Wiederholungsspiele fanden am 25. und 28. Januar 1939 statt.
|                          | Ergebnis |                        |
| ------------------------ | -------- | ---------------------- |
| FC Aberdeen              | 1:0      | Albion Rovers          |
| Alloa Athletic           | 2:1      | Ayr United             |
| FC Blairgowrie           | 3:2      | FC Dumbarton           |
| FC Bo’ness               | 1:4      | Hamilton Academical    |
| Burntisland Shipbuilding | 3:8      | Celtic Glasgow         |
| FC Clyde                 | 2:0      | FC St. Johnstone       |
| FC Cowdenbeath           | 3:3      | Partick Thistle        |
| FC Dundee                | 2:0      | FC St. Bernard’s       |
| Dundee United            | 2:0      | FC Stenhousemuir       |
| Dunfermline Athletic     | 5:2      | Greenock Morton        |
| FC Duns                  | 4:1      | FC Girvan              |
| FC East Fife             | 1:2      | FC Montrose            |
| Edinburgh City           | 3:3      | FC Stranraer           |
| FC Falkirk               | 5:0      | Brechin City           |
| Falkirk Amateurs         | 2:4      | Elgin City             |
| Forfar Athletic          | 0:3      | Hibernian Edinburgh    |
| Heart of Midlothian      | 14:2     | Penicuik Athletic      |
| FC Huntly                | 1:8      | FC Motherwell          |
| FC Kilmarnock            | 6:1      | Berwick Rangers        |
| FC King’s Park           | 5:5      | FC Babcock & Wilcox    |
| Leith Athletic           | 0:2      | FC Airdrieonians       |
| Nithsdale Wanderers      | 5:5      | Buckie Thistle         |
| Queen of the South       | 5:4      | FC Arbroath            |
| FC Queen’s Park          | 4:1      | St. Cuthbert Wanderers |
| Raith Rovers             | 0:1      | Glasgow Rangers        |
| FC St. Mirren            | 7:0      | FC East Stirlingshire  |
| Third Lanark             | 8:2      | Clachnacuddin F.C.     |

### Wiederholungsspiele
|                     | Ergebnis |                     |
| ------------------- | -------- | ------------------- |
| FC Babcock & Wilcox | 3:2      | FC King’s Park      |
| Partick Thistle     | 1:2      | FC Cowdenbeath      |
| FC Stranraer        | 1:2      | Edinburgh City      |
| Buckie Thistle      | 5:2      | Nithsdale Wanderers |

## 2. Runde
Ausgetragen wurden die Begegnungen am 1. und 4. Februar 1939. Die Wiederholungsspiele fanden am 8. Februar 1939 statt.
|                      | Ergebnis |                     |
| -------------------- | -------- | ------------------- |
| Edinburgh City       | 1:3      | FC St. Mirren       |
| FC Aberdeen          | 5:1      | FC Queen’s Park     |
| FC Blairgowrie       | 3:3      | Buckie Thistle      |
| FC Dundee            | 0:0      | FC Clyde            |
| Dundee United        | 1:5      | FC Motherwell       |
| Dunfermline Athletic | 2:0      | FC Duns             |
| FC Falkirk           | 7:0      | FC Airdrieonians    |
| Heart of Midlothian  | 14:1     | Elgin City          |
| Hibernian Edinburgh  | 3:1      | FC Kilmarnock       |
| FC Montrose          | 1:7      | Celtic Glasgow      |
| Queen of the South   | 5:0      | FC Babcock & Wilcox |
| Glasgow Rangers      | 2:0      | Hamilton Academical |
| Third Lanark         | 3:0      | FC Cowdenbeath      |
| Alloa Athletic       | bye      |                     |

### Wiederholungsspiele
|                | Ergebnis |                |
| -------------- | -------- | -------------- |
| Buckie Thistle | 4:1      | FC Blairgowrie |
| FC Clyde       | 1:0      | FC Dundee      |

## Achtelfinale
Ausgetragen wurden die Begegnungen am 18. Februar 1939. Die Wiederholungsspiele fanden am 22. Februar 1939 statt.
|                      | Ergebnis |                |
| -------------------- | -------- | -------------- |
| Buckie Thistle       | 0:6      | Third Lanark   |
| Dunfermline Athletic | 1:1      | Alloa Athletic |
| FC Falkirk           | 2:3      | FC Aberdeen    |
| Heart of Midlothian  | 2:2      | Celtic Glasgow |
| FC Motherwell        | 4:2      | FC St. Mirren  |
| Glasgow Rangers      | 1:4      | FC Clyde       |
| Hibernian Edinburgh  | bye      |                |
| Queen of the South   | bye      |                |

### Wiederholungsspiele
|                | Ergebnis  |                      |
| -------------- | --------- | -------------------- |
| Alloa Athletic | 3:2       | Dunfermline Athletic |
| Celtic Glasgow | 2:1 n. V. | Heart of Midlothian  |

## Viertelfinale
Ausgetragen wurden die Begegnungen am 4. März 1939.
|                     | Ergebnis |                    |
| ------------------- | -------- | ------------------ |
| FC Aberdeen         | 2:0      | Queen of the South |
| FC Clyde            | 1:0      | Third Lanark       |
| Hibernian Edinburgh | 3:1      | Alloa Athletic     |
| FC Motherwell       | 3:1      | Celtic Glasgow     |

## Halbfinale
Ausgetragen wurden die Begegnungen am 25. März 1939. Das Wiederholungsspiel fand am 29. März 1939 statt.
|             | Ergebnis |                     |
| ----------- | -------- | ------------------- |
| FC Aberdeen | *1:1 *   | FC Motherwell       |
| FC Clyde    | *1:0 **  | Hibernian Edinburgh |

### Wiederholungsspiel
|             | Ergebnis |               |
| ----------- | -------- | ------------- |
| FC Aberdeen | *1:3 *   | FC Motherwell |

## Finale
| FC Clyde                                 | FC Clyde | FC Motherwell | FC Motherwell |
| ---------------------------------------- | --- | --- | ------------- |
| FC Clyde                                 | \| Finale \| \| 22. April 1939 in Glasgow (Hampden Park) \| \| Ergebnis: 4:0 (1:0) \| \| Zuschauer: 94.000 \| \| Spielbericht \|                                                 | \| Finale \| \| 22. April 1939 in Glasgow (Hampden Park) \| \| Ergebnis: 4:0 (1:0) \| \| Zuschauer: 94.000 \| \| Spielbericht \|                                                        | FC Motherwell |
| FC Clyde                                 | John Brown – Jimmy Kirk, Jimmy Hickie, Harry Beaton, Eddie Falloon, Ned Weir, Tom Robertson, Davie Noble, Willie Martin, Dougie Wallace, John Gillies Cheftrainer: Paddy Travers | Andrew Murray – Hugh Wales, Ben Ellis, Tom McKenzie, John Blair, Willie Telfer, Duncan Ogilvie, Hutton Bremner, Davie Mathie, George Stevenson, John McCulloch Cheftrainer: John Hunter | FC Motherwell |
| FC Clyde                                 | Willie Martin Willie Martin Dougie Wallace Davie Noble | | FC Motherwell |
| Finale                                   | | |               |
| 22. April 1939 in Glasgow (Hampden Park) | | |               |
| Ergebnis: 4:0 (1:0)                      | | |               |
| Zuschauer: 94.000                        | | |               |
| Spielbericht                             | | |               |